# Imara satrapes
Imara satrapes is een vlinder uit de familie Castniidae. De wetenschappelijke naam van de soort is, als Castnia satrapes, in 1839 door Vincenz Kollar gepubliceerd.
De soort komt voor in het Neotropisch gebied in Brazilië, Uruguay en Paraguay.

## Ondersoorten
- Imara satrapes satrapes
  - = Castnia satrapes var. pomposa Niepelt, 1932
- Imara satrapes catharina (Preiss, 1899)
  - = Castnia catharina Preiss, 1899
  - = Castnia satrapes f. aberrans Strand, 1913
  - = Castnia satrapes f. rufimaculata Strand, 1913
  - = Castnia satrapes f. sapucaya Jörgensen, 1930
  - = Castnia satrapes insolita Schweizer & Kay, 1941